# Johann Schneider-Ammann
Johann Schneider-Ammann (Sumiswald, 18 febbraio 1952) è un politico svizzero, membro del Consiglio federale dal 2011 al 2018 e ministro dell'economia, Presidente della Confederazione svizzera per l'anno 2016.

## Biografia
Nato e cresciuto nel Canton Berna, Johann Niklaus Schneider-Ammann consegue la laurea in ingegneria elettronica al Politecnico federale di Zurigo nel 1977. L'anno successivo diventa ingegnere responsabile di progetto presso la Örlikon-Bührle di Zurigo, per dedicarsi dal 1981 all'impresa famigliare, la Ammann Group. Nel 1983 ottiene un Master in Business Administration all'INSEAD di Fontainebleau. Dal 1998 siede anche nel Consiglio di amministrazione della Swatch. L'anno successivo diviene presidente dell'Associazione svizzera delle industrie meccaniche, elettriche e dei metalli (Swissmem) e – parallelamente – vicepresidente di Économiesuisse. Nel 2003 Schneider-Ammann entra nel Consiglio di amministrazione della Mikron Technology Group, dopo che questa era stata risanata dalla Ammann Group.
Schneider-Ammann intraprende la sua carriera politica nel 1999, quando viene eletto al Consiglio Nazionale come rappresentante del Canton Berna per il Partito Liberale Radicale. Viene successivamente riconfermato nel 2003 e nel 2007. Il 18 agosto 2009 annuncia la sua candidatura al Consiglio federale in sostituzione del collega di partito Hans-Rudolf Merz, deciso a non ripresentarsi dopo la crisi con la Libia. Sconfiggendo la collega di partito Karin Keller-Sutter, il 22 settembre 2010 viene eletto nel Consiglio federale (con 144 voti su 237) e il 27 settembre gli viene attribuita la guida del Dipartimento federale dell'economia.